# داستونبک اوتابولایف
داستونبک اوتابولایف (زادهٔ ۵ نوامبر ۱۹۹۳) یک کاراته‌کا ازبکستانی است. او مدال طلای وزن ۷۵ کیلوگرم مردان را در مسابقات جهانی کاراته ۲۰۲۱ که در دبی، امارات متحده عربی برگزار شد، به دست آورد. او اولین قهرمان کاراته جهان ازبکستان و آسیای مرکزی است. او استاد سطح بین‌المللی ورزش و کمربند سیاه ۴ دان است. او کاپیتان تیم ملی کاراته ازبکستان است و برای اولین بار در تاریخ کاراته ازبکستان در بازی‌های جهانی ۲۰۲۲ مدال برنز را کسب کرد. در مسابقات جهانی کاراته دانشگاهی ۲۰۱۶ که در براگا، پرتغال برگزار شد، او یکی از مدال‌های برنز وزن ۷۵ کیلوگرم کومیته مردان را به دست آورد. وی همچنین یکی از مدال‌های برنز وزن ۷۵ کیلوگرم کومیته مردان را در بازی‌های همبستگی کشورهای اسلامی ۲۰۱۷ که در باکو آذربایجان برگزار شد، به دست آورد. او در سال ۲۰۱۸ در وزن ۷۵ کیلوگرم کومیته مردان در بازی‌های آسیایی ۲۰۱۸ که در جاکارتا، اندونزی برگزار شد، شرکت کرد و در اولین مسابقه خود توسط بشار النجار، دارنده مدال برنز از اردن، حذف شد. وی در مسابقات کاراته قهرمانی آسیا ۲۰۱۹ که در تاشکند ازبکستان برگزار شد، موفق به کسب یکی از مدال‌های برنز کومیته تیمی مردان شد. در ژوئن ۲۰۲۱، او در مسابقات جهانی انتخابی المپیک که در پاریس، فرانسه برگزار شد، شرکت کرد و امیدوار بود برای بازی‌های المپیک تابستانی ۲۰۲۰ در توکیو، ژاپن شرکت کند ولی تابولایف در پاریس نتوانست به المپیک راه پیدا کند.

## زندگی شخصی
او در آلتیاریخ فرغانه به دنیا آمد و از ۷ سالگی کاراته را شروع کرد. اوتابولایف که بزرگ شد، کاراته را از فیلم بروس لی کشف کرد. علاوه بر کاراته، اوتابولایف در حال تحصیل در مقطع کارشناسی در TSUL به عنوان وکیل است و برای یک شرکت وکالت کار می‌کند.

## دوران حرفه ای
داستونبک اوتابولایف علاوه بر کاراته، بوکس هم تمرین می‌کند. اوتابولایف در پاریس به دنبال تشکیل تیم ازبکستان در کاراته بود. در حالی که او در ۵ مسابقه از هفت مبارزه خود پیروز شد، اما نتوانست برای تیم به میدان برود.